# Volvo PV51
Volvo PV51 — автомобіль, представлений компанією Volvo у грудні 1936 року. У 1938 році його замінив дещо оновлений PV53. Цей автомобіль залишався у виробництві до кінця Другої світової війни.

## PV51-52
Автомобілі Volvo були досить дорогими в порівнянні з їх імпортними конкурентами. PV51 став відповіддю на прохання дилерів Volvo запропонувати меншу та дешевшу модель. Задня частина кузова була схожа на Carioca, але передня частина була новою, а інтер’єр спрощений, щоб знизити ціну. PV51 повинен був задовольнятися живою передньою віссю.
На початку 1937 року була представлена модель класу люкс PV52. Список обладнання включав подвійні сонцезахисні козирки, подвійні склоочисники, годинник, обігрівач і підлокітники на всіх чотирьох дверях.
У березні 1938 року були представлені моделі PV51 Special і PV52 Special. На цих автомобілях запасне колесо було переміщено з кришки багажника на підлогу багажника. Автомобіль мав розширений багажник для збільшення багажного простору.

### Версії
- PV51: 1936-38, виготовлено 1754 автомобілі, базова модель
- PV52: 1937-38, виготовлено 1046 автомобілів, модель люкс
- PV51 ch: 1936-38, виготовлено 205 автомобілів, комерційне шасі

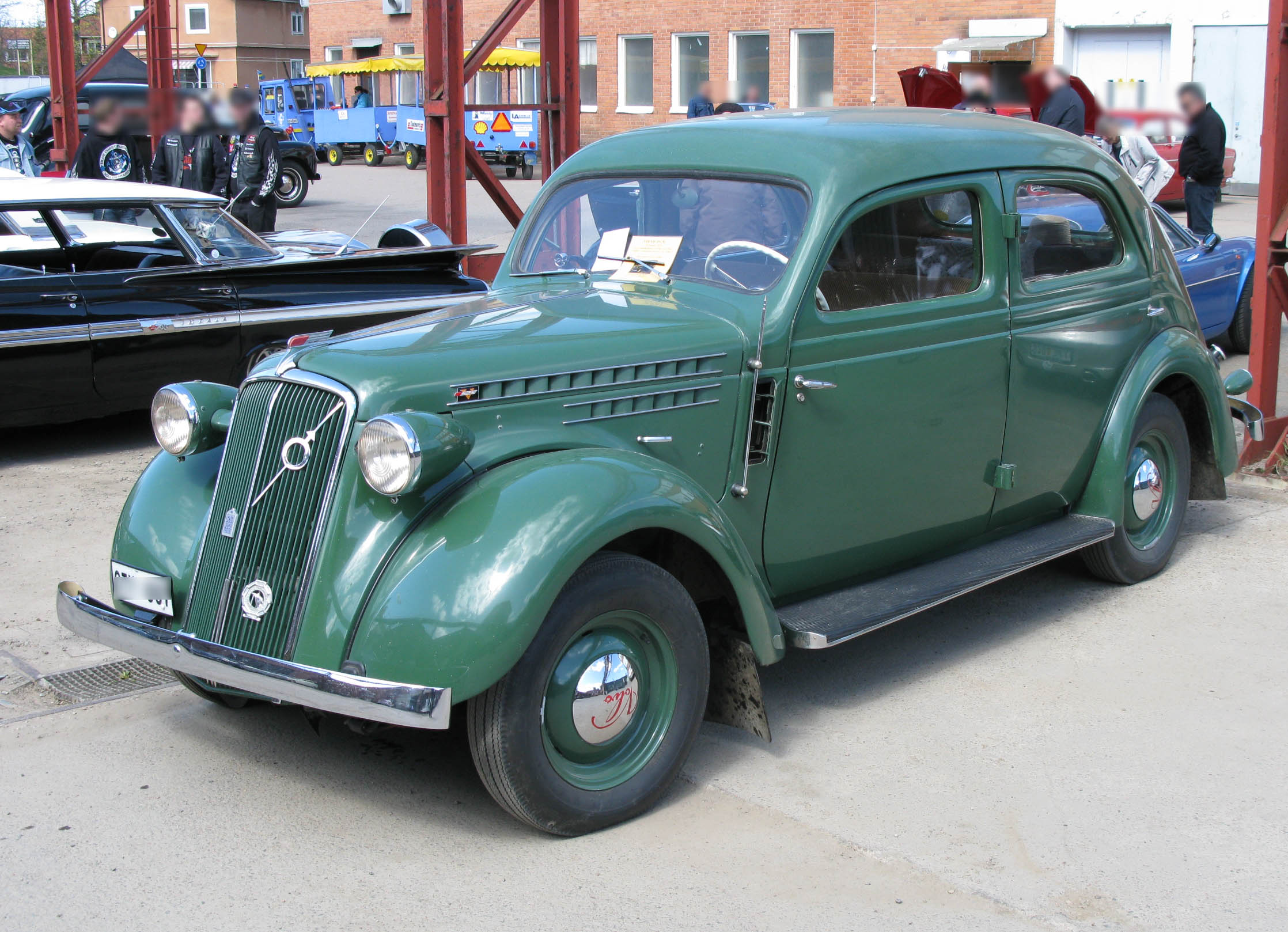
Volvo PV52 1937
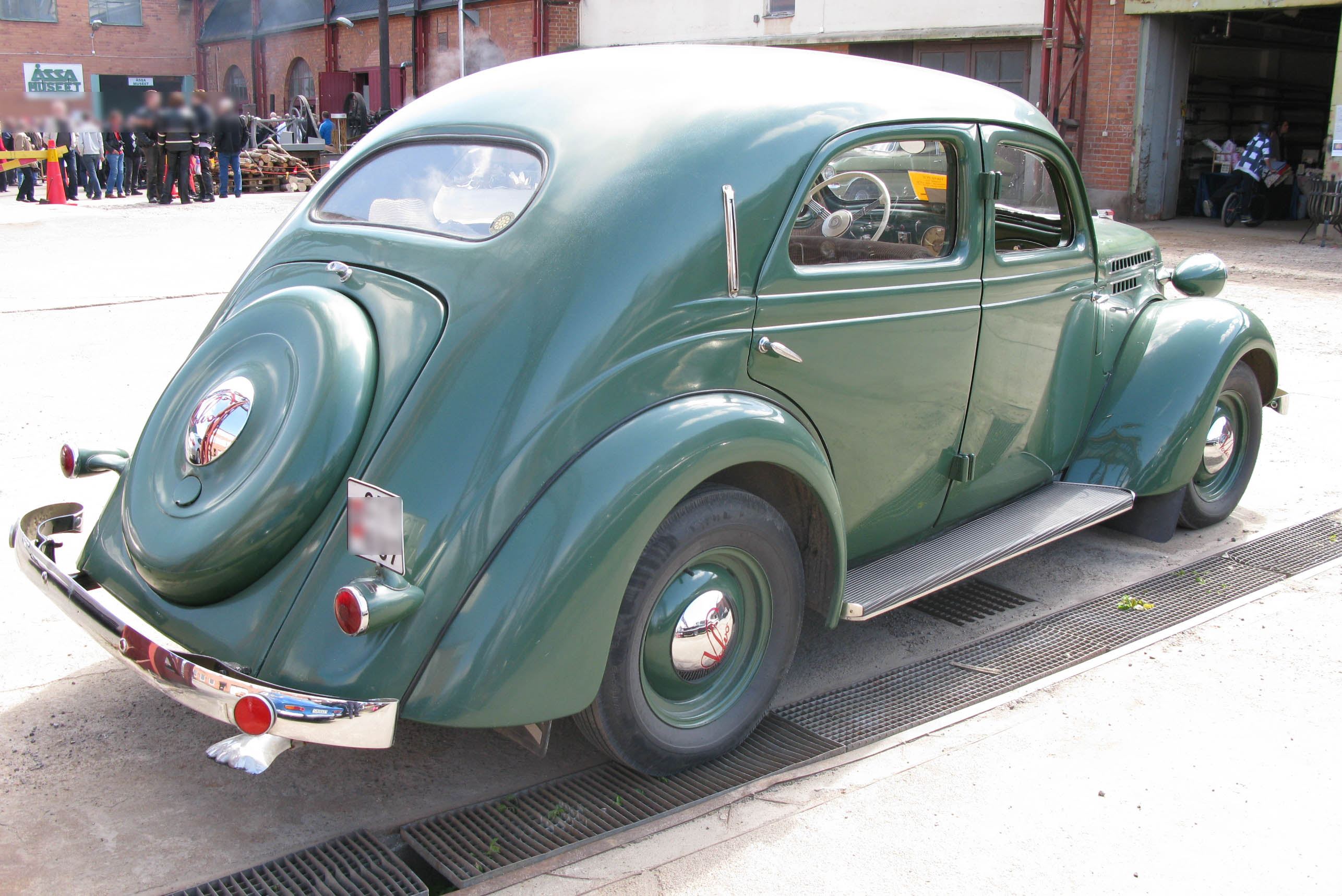
Volvo PV52 1937
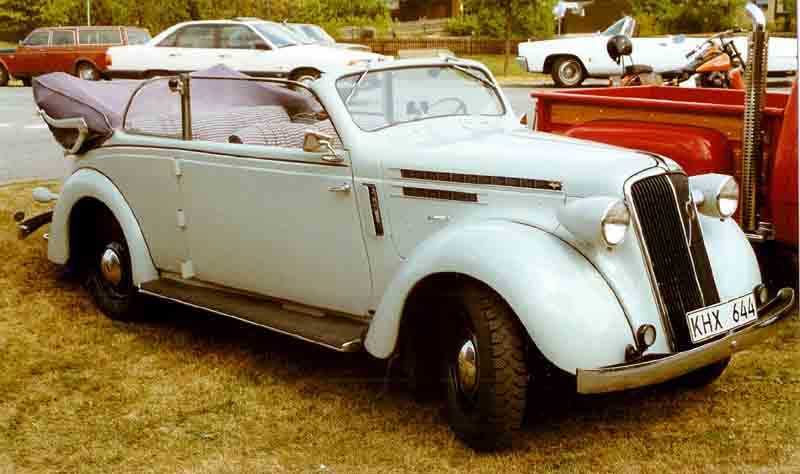
Volvo PV51 Cabriolet 1937
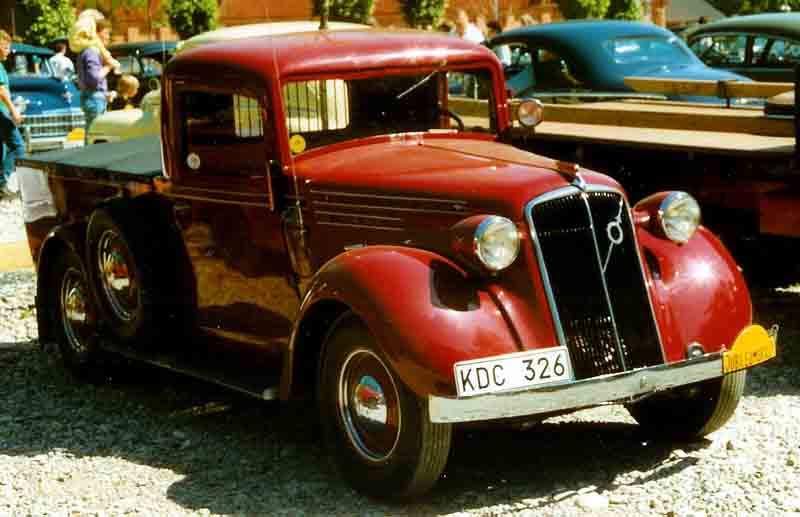
Volvo PV51 TV Pickup 1938
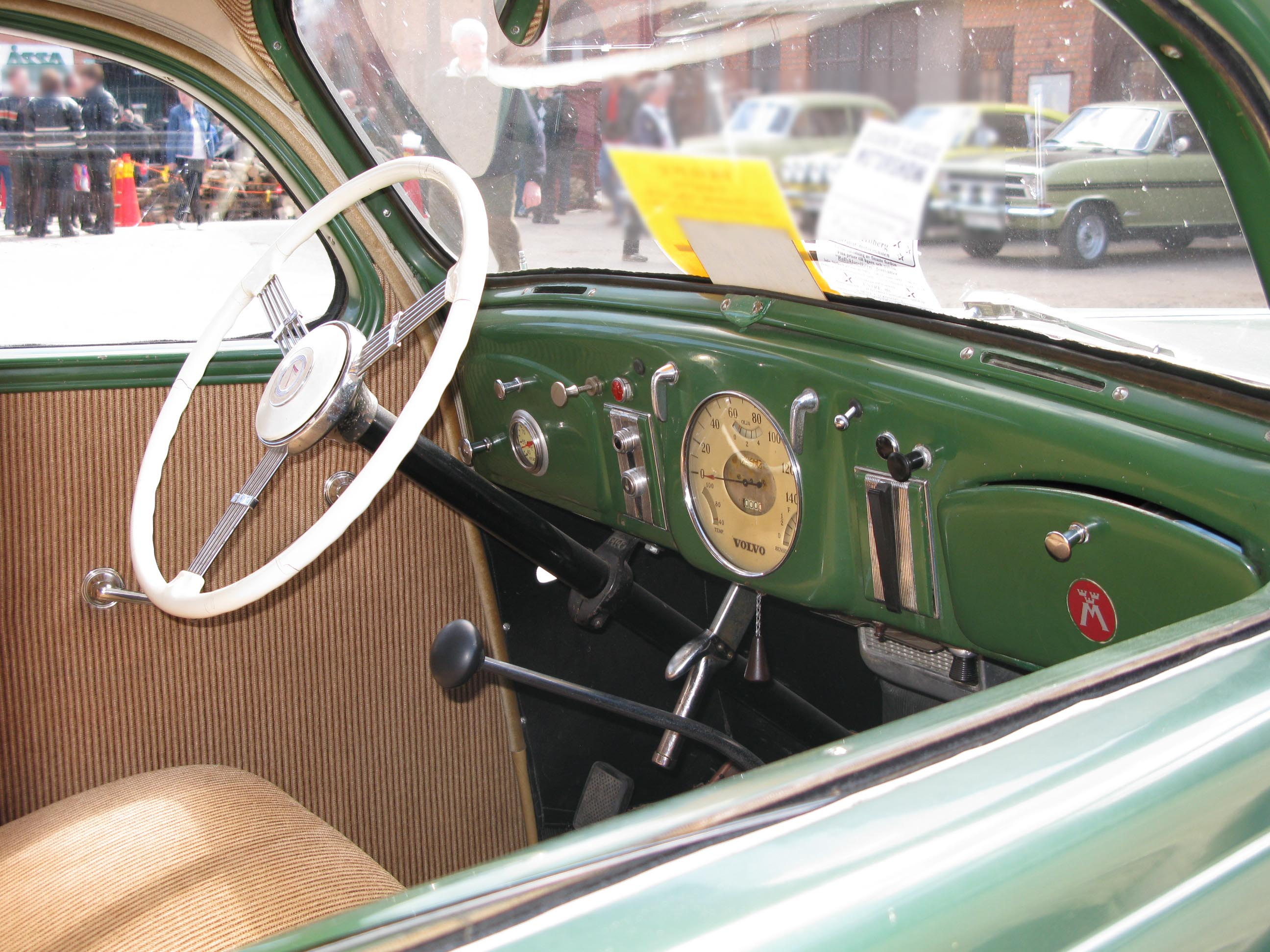

## PV53-56
Восени 1938 року PV51-52 був замінений на PV53-56. У цих автомобілів була нова передня частина, модифікована підвіска і кермове управління, оновлений салон і панель приладів.
Після початку Другої світової війни виробництво продовжилося для забезпечення транспортування збройних сил Швеції та інших офіційних завдань. Більшість цих автомобілів часів війни мали генератор деревного газу, встановлений на причепі позаду автомобіля, оскільки двигун був переобладнаний для роботи на цьому вітчизняному паливі.

### Версії
- PV53: 1938-45, виготовлено 1204 автомобілі, базова модель
- PV54: 1938-45, виготовлено 814 автомобілів, базова модель із збільшеним багажником
- PV55: 1938-45, виготовлено 286 автомобілів, модель люкс
- PV56: 1938-45, виготовлено 1321 автомобіль, модель класу люкс із збільшеним багажником
- PV57: 1938-45, виготовлено 275 автомобілів, комерційне шасі

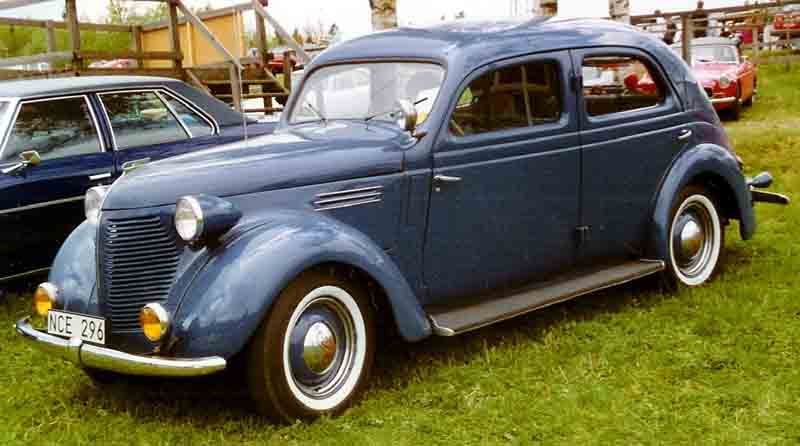
Volvo PV53 Sedan 1939
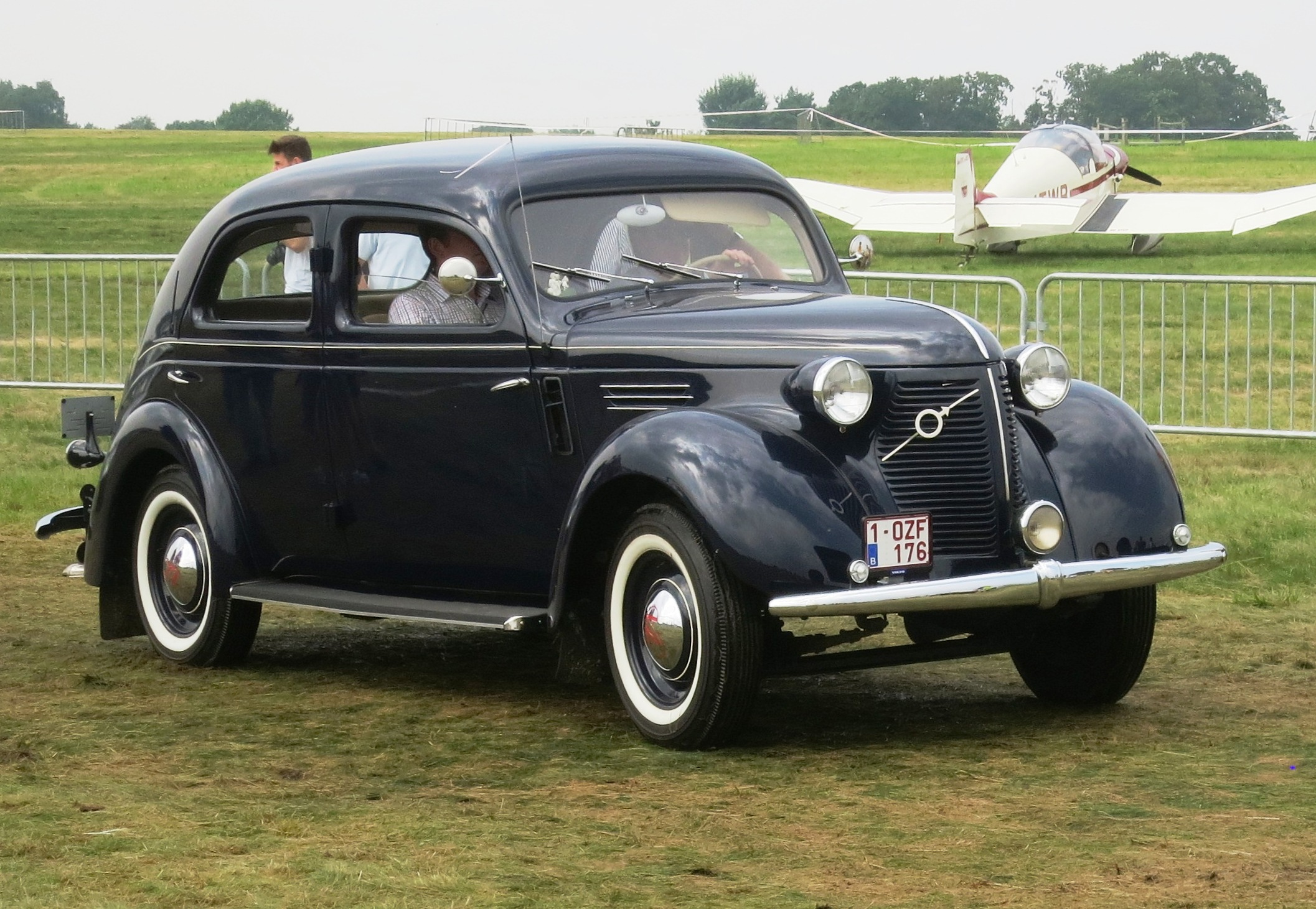
Volvo PV54 Sedan 1939
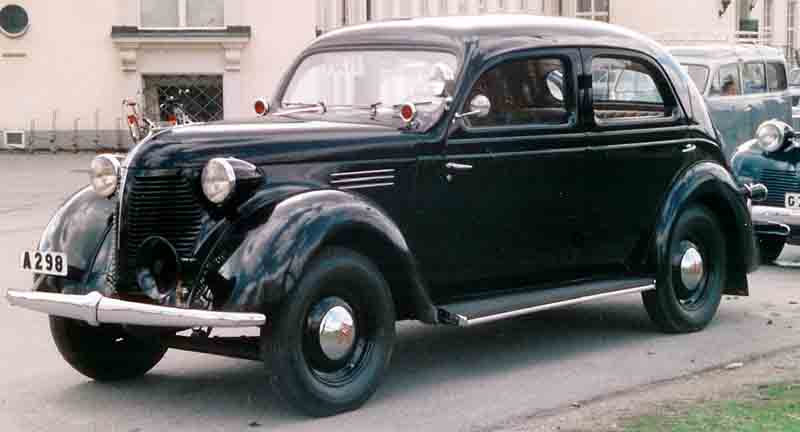
Volvo PV56 Sedan 1939
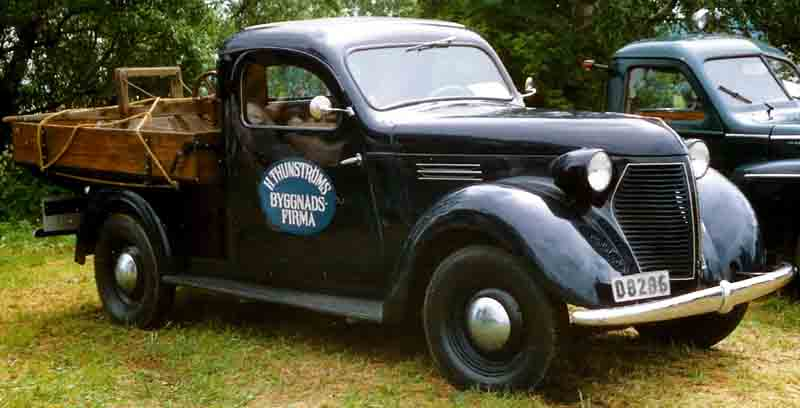
Volvo PV57 Pickup 1939